# 社会詠
社会詠（しゃかいえい）とは、短歌や俳句の種別の一つである。

## 概要
人の生活する場である社会と社会に対する認識等を主題として詠んだ短歌のことをいう。短歌の対象を分類する概念で、山川草木、花鳥風月等の自然を詠みこんだいわゆる自然詠と対照される分野であるとされる。

## 社会詠の歴史
社会詠は、1920年代後半のいわゆるプロレタリア短歌、第二次世界大戦後の「人民短歌」の「人民大衆の生活実感を根底とした」歌、いわゆる「60年安保」を詠んだ歌、65年以降のベトナム戦争の歌などが知られているが、日本社会において高度経済成長が達成された1970年代以降は、直接的な社会詠として事件等を取り上げることが大変困難となっている。現在は現代社会のひずみから生じる諸問題を取り上げる社会性のある内向的な諷詠が社会詠の主流となっている。

## 社会詠の例
- 「赤紙の表紙手擦れし国禁の書（ふみ）を行李（かうり）の底にさがす日」（石川啄木）

啄木は、自分の経済的な苦しみの原因は社会にあると考え、社会主義思想に関心を持ち国禁の書を読みふけった。生活詠的社会詠の先駆けと言える。
- 「小工場に酸素溶接のひらめき立ち砂町四十町夜ならむとす」（土屋文明）

町工場に朝早くから夜遅くまで懸命に働く人々、そこに働く庶民たちに思いを寄せた新鮮な社会詠である。
- 「世をあげし思想の中にまもり来て今こそ戦争を憎む心よ」（近藤芳美）

若いころマルクス主義に傾倒し、キリスト教にも触れた近藤の社会の現実に触れた鋭い眼差しと清新な抒情は社会派歌人と言われるに相応しい。